# Masayuki Matsunaga
Pour les articles homonymes, voir Matsunaga.
Masayuki Matsunaga (松永政行, Matsunaga Masayuki), né le 23 mars 1970 dans la préfecture d'Osaka, est un gymnaste japonais.

## Palmarès aux Jeux olympiques
- Barcelone 1992
  -  médaille de bronze au concours par équipes
  -  médaille de bronze aux barres parallèles